# The Sound of Musik
The Sound of Musik ist ein Popsong des österreichischen Musikers Falco. Er erschien im Juli 1986 als erste Singleauskopplung aus dem Studioalbum Emotional, das im Oktober 1986 auf den Markt kam.

## Veröffentlichung
Die Teldec Schallplatten GmbH brachte den Titel im Juli 1986 als 7-Zoll- und als Maxi-Single auf den Markt. WEA brachte die Single für den europäischen Markt und Sire in den Vereinigten Staaten heraus.
Es war die erste Single-Auskopplung aus dem Album Emotional, das im selben Jahr erschien. Damit war es auch Falcos erste im Rahmen seines neuen Plattenvertrags mit Sire Records veröffentlichte Aufnahme.

## Text und Musik
Für den Text zeichneten Falco sowie Bolland & Bolland verantwortlich. Ferdi Bolland schrieb dabei den englischsprachigen Text.

„Die Namen der berühmten Musiker im Text stammen alle von mir, das sind meine Helden und ich wollte, dass sie in dem Song vorkommen“

So wird im Text namentlich Bezug genommen auf James Brown, Pavarotti, Bobby Dylan, Otis Redding, Lennon-McCartney und Cole Porter. Elvis Presleys Songs Jailhouse Rock und Blue Suede Shoes werden ebenfalls namentlich erwähnt.
Der Titel The Sound of Musik (mit dem deutschen Wort Musik statt des englischen Music), zu Deutsch etwa „Der Klang von Musik“, ist eine Anspielung auf das Musical The Sound of Music von Richard Rodgers und Oscar Hammerstein II (1959).
Auch zahlreiche Textstellen können als musikalische Anspielung verstanden werden. Beispiele dafür sind:
- „Music was tough as a nail“ – Danny Elfman: Tough As Nails, 1984
- „Der Bube fragt den König (...)“ – Die Brüder Bolland hatten für Falco den Begriff „Wilder Bube“ geprägt[8] (der Song Männer des Westens auf Falco 3 trägt den Zusatz „Wilde Bube Version“).
- „(...) Ey, babe, do you wanna dance?“ – Chris Montez: Let’s Dance, 1959
- „pre-elected Rock ’n‘ Roll Band“ – Albert Hammond: The Free Electric Band, 1973
- „they’re doing the rhythm and blues“ – Rhythm and Blues
- „Bang-Boogie, say up jump the boogie, do the rhythm on the Boogie the beat“ – The Sugarhill Gang: Rapper’s Delight, 1979
- „sitting on the dock of the bay“ - Otis Redding: (Sittin’ On) The Dock of the Bay, 1967

Mit der Textstelle „Vienna Lipizzaner, they’re doing the rhythm and blues“ verweist der Text auf die an der Spanischen Hofreitschule in Wien gehaltenen Lipizzaner.
Auch eine tagesaktuelle politische Anspielung ist im Text enthalten. In Österreich war Kurt Waldheim zur Bundespräsidentenwahl 1986 angetreten, in der Waldheim-Debatte wurde die Vergangenheit Waldheims thematisiert. Die Zeilen „Es beginnt in einem Wald, alle Rechte sind bezahlt und es endet doch daheim. Meine Hände sind so kalt, denn die Zeit, die ging ins Land, meine Seele ist so rein“ am Anfang des Songs stellen laut Falco „eine Art Puzzle“ dar, er hätte „genug von den ganzen Lügen, all diesen Versteckspielen und diesem ganzen Blödsinn“, wie er in einem Interview mit dem New Musical Express äußerte. Auch die Zeilen „Herr Präsident, wir kennen eine Sprache / diese Sprache heißt Musik“ sind in diesem Zusammenhang zu sehen.

„Als ich nach meinem Erfolg mit Der Kommissar (...) zum ersten Mal nach Amerika kam, fragte man mich, wie’s den Kängurus ginge, weil viele Austria mit Australia verwechselten. (...) Naja, und bei meinem letzten Besuch war die Standardfrage, ob ich auch Dr. Waldheim gewählt hätte. Mir geht das Gequatsche der Politiker einfach total auf die Nerven. Deswegen meine Absage an die Wichtigtuerei diverser 'Mr. Presidents' und meine Verbeugung vor der Musik. Das einzige, das wirklich über die Grenzen weg verbindet.“

Produzent und Arrangeur der Single waren ebenfalls Bolland & Bolland. Aufgenommen wurden die Titel in den Bullet Sound Studios im niederländischen Nederhorst den Berg. In einem Interview mit der Zeitschrift Rolling Stone gab Ferdi Bolland an, dass Falco bei den Aufnahmen schwer alkoholisiert war:

„Erst später merkten wir, dass einige seiner besten Sachen in diesem Zustand entstanden waren. Als wir zum Beispiel ,The Sound Of Musik‘ aufnahmen, konnte er kaum noch stehen. Ich saß im Kontrollraum, Rob stand neben ihm, führte ihn durch den Song, sang ihm die Noten vor und so weiter.“

## Cover und Plattengestaltung
Die Frontseite des Covers (Hülle) aller Versionen (Teldec, WEA, Sire) zeigt Falco, mit dunkler Sonnenbrille vor blauem Hintergrund. Rechts oben stehen untereinander die Worte „the Sound Of Musik“, in den Versionen von WEA und Sire steht zusätzlich noch „FALCO“ darunter.
Die Rückseite des Covers zeigt auf der rechten Seite den Text des Songs. Auf der linken Hälfte ist oben ein Falco-Autogramm zu sehen. Während die Teldec-Variante darunter Tourdaten für Oktober und November 1986 in Deutschland und der Schweiz zeigt, ist diese Fläche bei den Versionen von WEA und Sire leer.
Die inliegende Single aus Vinyl ist auf beiden Seiten ähnlich gestaltet. Beide Seiten der Teldec-Single (mit hellblauem Etikett) und der WEA-Single (mit grauem Etikett) sind als „Side 1“ (Seite 1) bezeichnet, die Sire-Single mit gelbem Etikett weist keine Angaben zur Seite auf.

## Titelversionen
Auf der Single waren jeweils zwei Versionen des Songs enthalten. Die Versionen von Teldec und WEA enthielten „The Sound of Musik (The Single Edit)“ (4:12 min) und „The Sound Of Musik (The Rock 'n' Soul Edit)“ (4:35 min)., die Version von Sire „The Sound Of Musik (The Single Edit)“ (4:12 min) und „The Sound Of Musik (7 Inch Edit)“ (4:07 min). Die 12-Zoll-Maxi der Teldec  entält drei Versionen: „The Sound Of Musik (The Extended Rock 'n' Soul Version)“ (10:00 min), „The Sound Of Musik (The Rock 'n' Soul Edit)“ (4:35 min) und „The Sound Of Musik (The Instrumental Version)“ (2:44 min).
Weitere Versionen waren der „12″ Edit“ (7:10 min), „Full Length Instru-Mental Version“ (4:05 min, veröffentlicht 2021), „Disconet Ken Alan Edit“ (7:10 min) und „Symphonic Remix“ (4:43 min, 2008).
Auf dem Album Emotional ist der Song auf der B-Seite veröffentlicht, die Länge des Songs beträgt 4:56 min, es ist eine um zwei Strophen verlängerte Version der Single.
Live von und mit Falco eingespielte Aufnahmen gibt es aus der Eissporthalle an der Jafféstraße in Berlin (1986, 5:20 min), von der Donauinsel in Wien (1993, 5:07 min) und vom Domplatz (Wiener Neustadt) (1994/2008, 4:43 min).

## Musikvideo
Das Video zum Song wurde im Festsaal des Wiener Rathauses gedreht. Der Wiener Bürgermeister Helmut Zilk hatte einen Cameo-Auftritt. Falco läuft darin in einem roten Hermelin-Mantel durch eine Art Festzelt-Szenerie. Rudi Dolezal und Hannes Rossacher waren die Produzenten des Videos.

## Rezeption

### Rezensionen
Heinz-Rudolf Kunze schrieb über Falco 1986 in einem Interview mit der Zeitschrift „Männer-Vogue“, er wäre „der einzige Künstler, den wir hierzulande haben, der Bowie das Wasser reichen kann“. Die Single „The Sound of Musik“ sei „leider wieder genial“.
Der New Musical Express bezeichnete den Song „an attack on Waldheim via a wordplay“.
Das „Billboard“-Magazin bescheinigte „It’s rock, it‘ rap, it’s techno-boogie, it swings like Rock Me Amadeus und kicks like Der Kommissar.“
Die Zeitschrift Melody Maker führte zum Song aus: „It’s a lot less memorable than Rock Me Amadeus and has nothing to do with Julie Andrews. It’s not about the movie but about politicians‘ lies, it’s an attack on newly elected Austrian president Kurt Waldheim.“
In der Bravo wurde der Song als „Irrsinns-Rap“ und „gnadenloser Einheizer“ bezeichnet.

### Chartplatzierungen
In den Musikcharts erreichte die Single 1986 Platz 4 in Deutschland und Österreich, Platz 11 in der Schweiz und Platz 61 im Vereinigten Königreich. Einen Platz 19 erreichte sie in Dance/Club Charts der Vereinigten Staaten.
| ChartsChartplatzierungen     | Höchstplatzierung | Wochen |
| ---------------------------- | ----------------- | ------ |
| Deutschland (GfK)            | 4 (17 Wo.)        | 17     |
| Österreich (Ö3)              | 4 (14 Wo.)        | 14     |
| Schweiz (IFPI)               | 11 (8 Wo.)        | 8      |
| Vereinigtes Königreich (OCC) | 61 (3 Wo.)        | 3      |

## „Greatest-Hits“-Sammlung 2022
Im Februar 2022 wurde, anlässlich des 65. Geburtstags von Falco, eine „Greatest-Hits“-Sammlung unter dem Titel „The Sound of Musik“ bei Sony Music Entertainment veröffentlicht.